# Симончик, Василий Александрович
Васи́лий Алекса́ндрович Симо́нчик (1894, Ковенская губерния — ?) — деятель ВКП(б), председатель Организационного комитета Президиума ВЦИК по Краснодарскому краю. Входил в состав особой тройки НКВД СССР.

## Биография
Василий Александрович Симончик родился в 1894 году в Ковенской губернии. В 1907 году остался сиротой. После церковно-приходской школы поступил работать на фабрику в Киеве, затем стал рассыльным в почтово-телеграфной конторе. Экстерном сдал экзамены за 4 класса гимназии. С 1915 по 1917 годы в составе русской армии участвовал в Первой мировой войне. В 1918 году стал членом РКП(б). Далее его деятельность была связана с работой в партийных и советских структурах. Избирался ответственным секретарём укома РКП(б) и председателем Исполкома уездного совета в Воронежской губернии,
назначался председателем Правления Воронежского губернского Союза потребительских обществ.
- 1928—1930 годы — член Правления Центрального Союза потребительских обществ СССР.
- 1931 год — завершение обучения в Академии снабжения имени И. В. Сталина.
- 1931—1936 годы — работа в ЦК ВКП(б).
- 1936—1937 годы — директор Всесоюзной конторы «Союзторг», заведующий отделом советской торговли Азово-Черноморского крайкома ВКП(б).
- 19 сентября — 20 ноября 1937 — председатель Организационного комитета Президиума ВЦИК по Краснодарскому краю. Этот период отмечен вхождением в состав особой тройки, созданной по приказу НКВД СССР от 30.07.1937 № 00447[2] и активным участием в сталинских репрессиях[3].
- 1939-1943 годы - начальник Главрыбсбыта Наркомата рыбной промышленности СССР[4][5].

## Завершающий этап
Дальнейшая судьба Василия Александровича Симончика неизвестна.